# Kostel Santa Maria del Mar (Barcelona)
Kostel Santa Maria del Mar (španělsky Basílica de Santa María del Mar) se nachází v barcelonské čtvrti La Ribera, a to ve východní části města. Je nádhernou ukázkou čisté katalánské gotiky. Stavba kostela trvala pouze 55 let.

## Historie
Stavba stojí na místě, kde se původně nacházel římský hřbitov a po něm románský chrám z 9. století. Stavba gotické verze kostela započala na základech předchozího chrámu Panny Marie 25. března 1329 a skončila 3. listopadu 1383. Hlavním architektem byl Berenguer de Montagut, který využil středomořské světlo, jež se okny dere do budovy a dodává jí tak neopakovatelné kouzlo.

## Odraz v literatuře
O stavbě tohoto kostela napsal španělský právník a spisovatel Ildefonso Falcones román Katedrála moře.